# Lastic (Puèi Domat)
Lastic és un municipi francès situat al departament del Puèi Domat i a la regió d'Alvèrnia-Roine-Alps. L'any 2007 tenia 115 habitants.

## Demografia

### Població
El 2007 la població de fet de Lastic era de 115 persones. Hi havia 60 famílies de les quals 12 eren unipersonals (8 homes vivint sols i 4 dones vivint soles), 32 parelles sense fills, 8 parelles amb fills i 8 famílies monoparentals amb fills.
La població ha evolucionat segons el següent gràfic:
Habitants censats

### Habitatges
El 2007 hi havia 112 habitatges, 55 eren l'habitatge principal de la família, 33 eren segones residències i 24 estaven desocupats. 108 eren cases i 4 eren apartaments. Dels 55 habitatges principals, 44 estaven ocupats pels seus propietaris, 6 estaven llogats i ocupats pels llogaters i 5 estaven cedits a títol gratuït; 1 tenia una cambra, 1 en tenia dues, 7 en tenien tres, 12 en tenien quatre i 34 en tenien cinc o més. 36 habitatges disposaven pel capbaix d'una plaça de pàrquing. A 31 habitatges hi havia un automòbil i a 12 n'hi havia dos o més.

### Piràmide de població
La piràmide de població per edats i sexe el 2009 era:
| Homes | Edats   | Dones |
| ----- | ------- | ----- |
| 0     | 95 o +  | 0     |
| 0     | 90 a 94 | 1     |
| 1     | 85 a 89 | 1     |
| 2     | 80 a 84 | 4     |
| 6     | 75 a 79 | 7     |
| 5     | 70 a 74 | 8     |
| 9     | 65 a 69 | 11    |
| 1     | 60 a 64 | 3     |
| 3     | 55 a 59 | 2     |
| 3     | 50 a 54 | 5     |
| 5     | 45 a 49 | 4     |
| 4     | 40 a 44 | 3     |
| 3     | 35 a 39 | 1     |
| 4     | 30 a 34 | 4     |
| 3     | 25 a 29 | 1     |
| 3     | 20 a 24 | 4     |
| 3     | 15 a 19 | 3     |
| 2     | 10 a 14 | 1     |
| 3     | 5 a 9   | 2     |
| 0     | 0 a 4   | 0     |

## Economia
El 2007 la població en edat de treballar era de 66 persones, 39 eren actives i 27 eren inactives. De les 39 persones actives 30 estaven ocupades (19 homes i 11 dones) i 9 estaven aturades (4 homes i 5 dones). De les 27 persones inactives 11 estaven jubilades, 3 estaven estudiant i 13 estaven classificades com a «altres inactius».

### Ingressos
El 2009 a Lastic hi havia 60 unitats fiscals que integraven 119 persones, la mediana anual d'ingressos fiscals per persona era de 12.394 €.

### Activitats econòmiques
L'únic establiment que hi havia el 2007 era d'una empresa de construcció.
L'únic servei als particulars que hi havia el 2009 era un guixaire pintor.
L'any 2000 a Lastic hi havia 14 explotacions agrícoles que ocupaven un total de 580 hectàrees.

## Poblacions més properes
El següent diagrama mostra les poblacions més properes.